# Mono (wyspa)
Mono – największa wyspa grupy Treasury Islands (Wyspy Salomona), znajdująca się na 7°12,6′S 155°20,4′E/-7,210000 155,340000.

## Geografia
Mono to wulkaniczna wyspa w północno-wschodnich Wyspach Salomona. Jest oddzielona od wyspy Stirling i innych mniejszych wysepek przez Blanche Harbor. Wioska Falamai jest największą osadą na wyspie. Mono poprzecinane jest wapiennymi klifami, dochodzącymi do 20 metrów głębokości. Populacja wyspy wynosi około 1800 mieszkańców.
Trzęsienie ziemi z 1 kwietnia 2007 r. oraz następnie tsunami, spowodowały znaczne szkody na Mono. Zawaliło się pięć domów oraz wszystkie budynki szkolne, a cztery osoby uznano za zaginione.

## II wojna światowa
Mono było okupowane przez Japończyków w czasie ich kampanii na Salomonach. 27 października 1943 nowozelandzka 8. Brygada Piechoty z 3. Dywizji oraz amerykański 87. batalion konstrukcyjny Seabees wylądowały w dwóch miejscach: w Falamai (znajdował się tam japoński sztab) na południu i na plaży Fioletowej w Soanotalu na północy. Do 7 listopada wyspa została zdobyta przez Aliantów. Dwunastu Amerykanów i czterdziestu Nowozelandczyków zostało zabitych podczas operacji. Dla tych drugich była to pierwsza poważna operacja desantowa od czasu bitwy o Gallipoli.
Wyspa Stirling została zamieniona przez Aliantów na duży pas startowy, który został opuszczony po zakończeniu wojny.

## Turystyka
Mono jest rajem dla nurków, a czasami jest portem pośrednim dla statków wycieczkowych.